# وين هامبسون
وين هامبسون (بالإنجليزية: Wayne Hampson)‏ مواليد 23 أغسطس 1957 في كوينزلاند، أستراليا، هو لاعب كرة مضرب أسترالي سابق وكان يلعب باليد اليمنى. أعلى تصنيف له في الفردي كان المركز الـ 174 في سنة 1982. أعلى تصنيف له في الزوجي كان المركز الـ 109 في سنة 1984.

## النهائيات

### الزوجي: (2)
| الرقم | السنة | الدورة                      | الأرضية | الشريك    | المنافس في النهائي       | النتيجة في النهائي |
| ----- | ----- | --------------------------- | ------- | --------- | ------------------------ | ------------------ |
| 1.    | 1980  | تورينو, إيطاليا             | ترابية  | جيي ديلوي | ديف زيجلر روبي فنتر      | 6–3, 6–4           |
| 2.    | 1981  | تارفيمونده, ألمانيا الغربية | ترابية  | براد قوان | بروس درلين ديفيد ماستارد | 6–3, 6–4           |

## روابط خارجية
- وين هامبسون على موقع رابطة محترفي التنس (الإنجليزية)
- وين هامبسون على موقع الاتحاد الدولي لكرة المضرب (الإنجليزية)
- وين هامبسون على موقع خلاصة التنس.كوم (الإنجليزية)